# Примас Угорщини
Примас Угорщини — почесний титул, який належить архієпископу Естергома-Будапешта, таким чином, називається архієпископом-примасом Угорщини.
У часи Угорського королівства, примас Естергома був також відомий як «Князь-примас», колись користувався великим авторитетом і владою. Таким чином, примас був уповноважений проводити національні собори, був лат. Legatus Natus Святої Римської Церкви, і, отже, мав право, в межах своєї місії (території, яка представлена Папою), мав право носіння хреста перед ним, мав справу безпосередньо з Римом і мав право на відвідування єпископських кафедр і монастирів в Угорщині, за винятком абатства Паннонхальма (лат. S. Martinus em Monte Pannoniæ).
З 1715 він вважався канцлером і князем Священної Римської імперії. За традицією саме він коронував королів Угорщини.